# Человек в белом костюме
«Человек в белом костюме» (англ. The Man in the White Suit, 1951) — британский художественный фильм, фантастическая комедия режиссёра Александра Маккендрика. Экранизация пьесы Роджера Макдугала. Принадлежит к тому же циклу комедий от Ealing Studios, что и «Замочить старушку» и «Добрые сердца и короны».

## Сюжет
Изобретатель Сидни Стрэттон (Алек Гиннесс) работает чернорабочим на фабрике одежды. Однажды руководство фабрики обнаруживает, что Стрэттон построил в лаборатории фабрики какую-то странную установку на средства самого завода. Стрэттона с треском увольняют. Ему удаётся устроиться на другую фабрику, где он также полулегально строит экспериментальную установку. Дафне Бримли (Джоан Гринвуд), дочери хозяина завода Алана Бримли (Сесил Паркер), Стрэттон рассказывает, что ему почти удалось создать ткань из полимерного волокна; одежда из такой ткани не будет пачкаться, мяться и изнашиваться.
Алан Бримли, узнав о самоуправстве в лаборатории его фабрики, хочет вышвырнуть Стрэттона на улицу, однако Дафна вступается за него и убеждает отца, что изобретение Стрэттона заслуживает внимания. Бримли разрешает Стрэттону закончить эксперименты, и вскоре тот действительно создаёт обещанный «вечный» материал. Стрэттон делает из этого материала для себя белый и даже светящийся костюм. Бримли собирается начать производство нового материала и планирует собрать пресс-конференцию, на которой намерен объявить о сенсационном открытии.
О его намерениях узнают конкуренты, которые приходят в ужас, так как новый материал сделает их производства неконкурентоспособными и резко уменьшит спрос на одежду, на услуги прачечных и т. д. Они принимаются убеждать Бримли заключить со Стрэттоном кабальный договор и навсегда положить изобретение под сукно. Бримли сначала противится, но затем принимает сторону других промышленников.
В это время Стрэттон показывает чудесные свойства своего костюма знакомым рабочим. Те сразу понимают, что если одежда станет гораздо более долговечной, то число рабочих мест на фабриках одежды резко уменьшится. Профсоюзы решают вмешаться в ситуацию и потребовать запрета нового материала.
Стрэттон отказывается подписать кабальный контракт и Бримли решает удерживать его у себя до тех пор, пока не добьётся согласия. Дафна помогает Стрэттону сбежать. Стрэттон пытается найти поддержку у рабочих, но те тоже ловят его и, пока идут переговоры с промышленниками, сажают в подвал. Стрэттону и оттуда удаётся сбежать, и профсоюзники вместе со штрейкбрехерами гоняются за ним по улицам до тех пор, пока костюм на нём вдруг не разваливается — полимер оказался нестабилен.
Такому исходу рады все, кроме, конечно, самого Стрэттона. Но у него остаётся надежда доработать своё изобретение и сделать материал поистине вечным…

## В ролях
- Алек Гиннесс — Сидни Стрэттон
- Джоан Гринвуд — Дафна Бёрнли
- Сесил Паркер — Алан Бёрнли
- Майкл Гоф — Майкл Корланд
- Эрнест Тесигер — сэр Джон Кирлоу
- Говард Мэрион-Кроуфорд — Крэнфорд
- Генри Моллисон — Хоскинс
- Вида Хоуп — Берта
- Майлс Маллесон — портной

## Факты
- Премьера фильма в Великобритании состоялась в августе 1951 года.
- В 1953 году фильм был номинирован на премию «Оскар» за лучший сценарий (Роджер Макдугал, Джон Дитон, Александр Маккендрик).
- В 1952 году фильм был номинирован на премию Британской киноакадемии в категориях «Лучший фильм» и «Лучший британский фильм».